# マンナン 1,4-マンノビオシダーゼ
マンナン 1,4-マンノビオシダーゼ(Mannan 1,4-mannobiosidase、EC 3.2.1.100)は、4-β-D-マンナン 1,5-α-L-マンノビオヒドロラーゼという系統名を持つ酵素であり、以下の化学反応を触媒する。
(1->4)-β-D-マンナンの(1->4)-β-D-マンノシド結合を加水分解し、鎖の非還元末端から連続するマンノビオース単位を除去する。